# Hylettus aureopilosus
Hylettus aureopilosus es una especie de escarabajo longicornio perteneciente al género Hylettus, categorizada en la tribu Acanthocinini, de la subfamilia Lamiinae. Fue descrita por Monné en 1988.
El período de actividad en los ejemplares adultos se presenta en julio, septiembre y octubre.

## Descripción
Mide 12,7 mm de longitud.

## Distribución
Se distribuye por América del Sur: Brasil y Guayana Francesa.